# (10677) Colucci
Pour les articles homonymes, voir Colucci.
(10677) Colucci est un astéroïde de la ceinture principale.

## Description
(10677) Colucci est un astéroïde de la ceinture principale. Il fut découvert le 25 juin 1979 à l'Observatoire de Siding Spring par Eleanor Francis Helin et Schelte J. Bus. Il présente une orbite caractérisée par un demi-grand axe de 2,27 UA, une excentricité de 0,07 et une inclinaison de 2,0° par rapport à l'écliptique.